# Josef Jelínek (Maler)

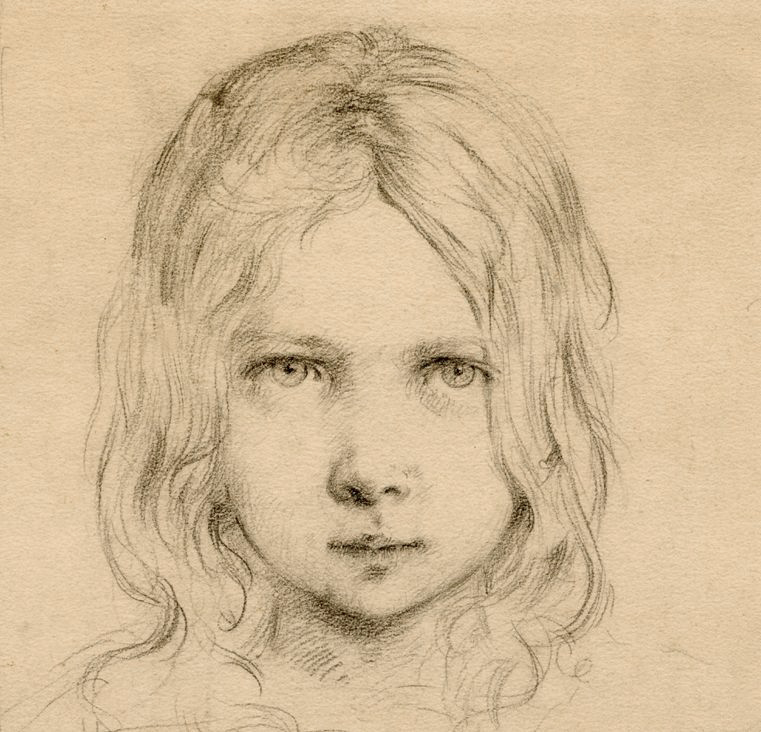
Mädchen (1897)

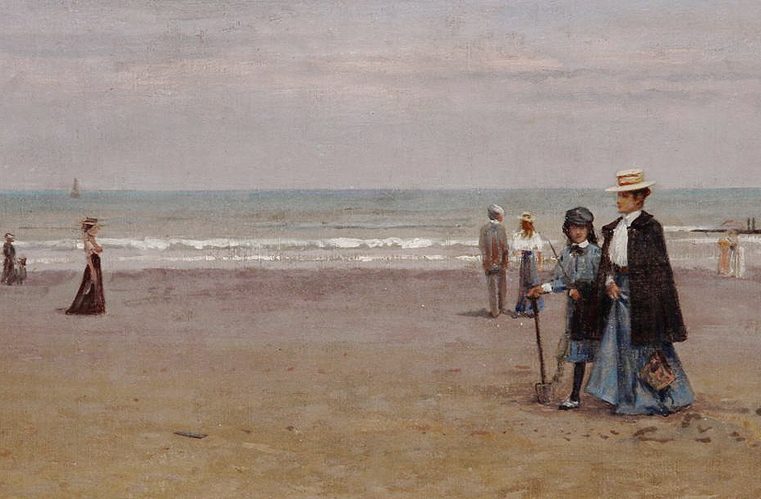
Strandspaziergang (1901)

Josef Jelínek (geboren 3. Dezember 1871 in Čimelice, Österreich-Ungarn; gestorben 20. August 1945 in Turnov) war ein tschechischer Maler und Grafiker.

## Leben
Josef Jelínek studierte ab 1887 bei Maxmilián Pirner an der Prager Kunstakademie. 1894/95 hielt er sich bei Jean-François Portaels und Joseph Stallaert an der Académie royale des Beaux-Arts de Bruxelles auf und bei Léon Bonnat an der  École des Beaux-Arts in Paris. In Prag schloss er sich der Künstlervereinigung Manes an. Sein Gemälde der Burg Trosky wurde 1901 in London ausgestellt. Jelínek erhielt den Professorentitel.
Jelínek entwickelte sich vom Figurenmaler zum Landschaftsmaler und war Anhänger der Freilichtmalerei (Pleinairismus).